# 셀레우코스 제국
셀레우코스 제국(그리스어: Αυτοκρατορία των Σελευκιδών 아우토크라토리아 톤 셀류키돈[*])은 알렉산드로스 대왕 영토 가운데 헬레니즘의 계승국 가운데 하나다. 제국 명칭은 코이네 그리스어에서 유래하였고, 원발음은 '셀류코스' 제국이다. 현재는 현대 그리스어 발음표기를 따라 '셀레우코스 제국'을 기준으로 한다. 제국 최대 영토는 아나톨리아 중부와 레반트, 메소포타미아, 페르시아, 투르크메니스탄, 파미르, 인더스 계곡을 포함한다. 동방 영토 대부분을 차지하여 알렉산드로스 대왕의 계승국 가운데서 가장 영토가 넓었다.
셀레우코스 왕조에는 기원전 323년부터 기원전 60년까지 30명의 왕이 있었다. 이 통치기 동안 지배계층은 헬레니즘 문화와 풍습을 잘 계승하여 셀레우코스 제국을 헬레니즘 문화의 중심지로 꽃피웠다. 하지만 관용을 베풀어서 수많은 호평을 받았던 아케메네스 왕조와는 다르게 심각할 정도로 헬레니즘 문화의 우월성을 강조해서, 피지배계층의 문화를 탄압하고 그리스화(化)만을 강요해서 피지배민족과 잦은 갈등과 반란 진압을 겪어야 했고 날이 갈수록 제국의 동방 지배는 약해져 갔다.
제국의 6대 왕인 안티오코스 3세 대왕은 이런 상황을 타개하고자 자주 해외 원정을 벌였다. 그는 프톨레마이오스 왕국 및 마우리아 제국과의 전쟁에서는 패배했으나 파르티아 등 제국의 패권에 도전하는 동방 민족들을 상대로 원정을 벌여 승리해 많은 영토를 회복하였다. 또한 프톨레마이오스 왕국과의 재대결에서도 승리해 우위를 확립했다. 그러나 제국이 다시 살아날 무렵 안티오코스 대왕은 로마과 충돌했고, 3번의 전투 끝에 완전히 패하면서 제국의 군사력과 패권이 사라지게 되었다. 설상가상으로 안티오코스 대왕이 동방 재원정 중 암살당해 제국은 더욱 위기에 빠졌다.
이후 제국은 끝없는 쇠퇴의 길을 걸었다. 8대 왕인 안티오코스 4세는 제국의 재확장을 꾀했으나 로마의 견제에 계속 가로막혔고, 지나친 그리스주의 정책으로 유대인들이 독립 전쟁을 벌여 하스모니안 왕조를 세우는 등 영토는 계속 줄어들었다.
결국 동방에서 강성해지던 파르티아와의 전쟁에서 패배한 뒤 동방 대부분의 영토를 잃고 시리아만을 가진 소왕국으로 전락하게 되었다. 이후 대다수의 왕들이 살해당하는 혼란기가 찾아왔고, 결국 기원전 1세기에 로마에게 합병당해 멸망했다.
왕으로는 셀레우코스 1~7세, 안티오코스 1~13세, 알렉산드로스 발라스, 알렉산드로 2세 자비나스, 데메트리오스 2세 등이 있다.

## 역대 국왕 목록
- 셀레우코스 1세 니카토르 (총독 311-305 BC, 셀레우코스 제국 왕 305 BC–281 BC)
- 안티오코스 1세 소테르 (291년부터 공동통치, 제위 281–261 BC)
- 안티오코스 2세 테오스 (제위 261–246 BC)
- 셀레우코스 2세 칼리니코스 (제위 246–225 BC)
- 셀레우코스 3세 케라우노스 (제위 225–223 BC)
- 안티오코스 3세 대왕 (제위 223–187 BC)
- 셀레우코스 4세 필로메토르 (제위 187–175 BC)
- 안티오코스 4세 에피파네스 (제위 175–164 BC)
- 안티오코스 5세 에우파토르 (제위 164–162 BC)
- 데메트리오스 1세 소테르 (제위 161–150 BC)
- 알렉산드로스 발라스 (제위 150–145 BC)
- 데메트리오스 2세 니카토르 (첫 제위 145–138 BC)
- 안티오코스 6세 디오뉘소스 또는 에피파네스 (제위 145–140 BC?)
- 디오도토스 트뤼폰 (제위 140?–138 BC)
- 안티오코스 7세 시데테스 또는 에우에르게테스 (제위 138–129 BC)
- 데메트리오스 2세 니카토르 (두 번째 제위 , 129–126 BC)
- 알렉산드로스 2세 자비나스 (제위 129–123 BC)
- 클레오파트라 테아 (제위 126–123 BC)
- 셀레우코스 5세 필로메토르(제위 126/125 BC)
- 안티오코스 8세 그뤼포스 (제위 125–96 BC)
- 안티오코스 9세 퀴지케노스 (제위 114–96 BC)
- 셀레우코스 6세 에피파네스 니카토르 (제위 96–95 BC)
- 안티오코스 10세 에우세베스 필로파토르(제위 95–92 BC or 83 BC)
- 데메트리오스 3세 에우카이로스 또는 필로파토르 (제위 95–87 BC)
- 안티오코스 11세 에피파네스 필라델포스(제위 95–92 BC)
- 필리포스 1세 필라델포스 (제위 95–84/83 BC)
- 안티오코스 12세 디오뉘소스 (제위 87–84 BC)
- 아르메니아의 티그라네스 (제위 83–69 BC)
- 셀레우코스 7세 퀴비오사크테스 또는 필로메토르 (제위 70s BC–60s BC?)
- 안티오코스 13세 아시아티코스 (제위 69–64 BC)
- 필리포스 2세 필로로마이오스 (제위 65–63 BC)

## 같이 보기
- 디아도코이
- 헬레니즘 시대의 그리스
- 파르티아 제국
- 그리스-박트리아 왕국
- 인도-그리스 왕국
- 하스몬 왕조